# Cova de l’Or

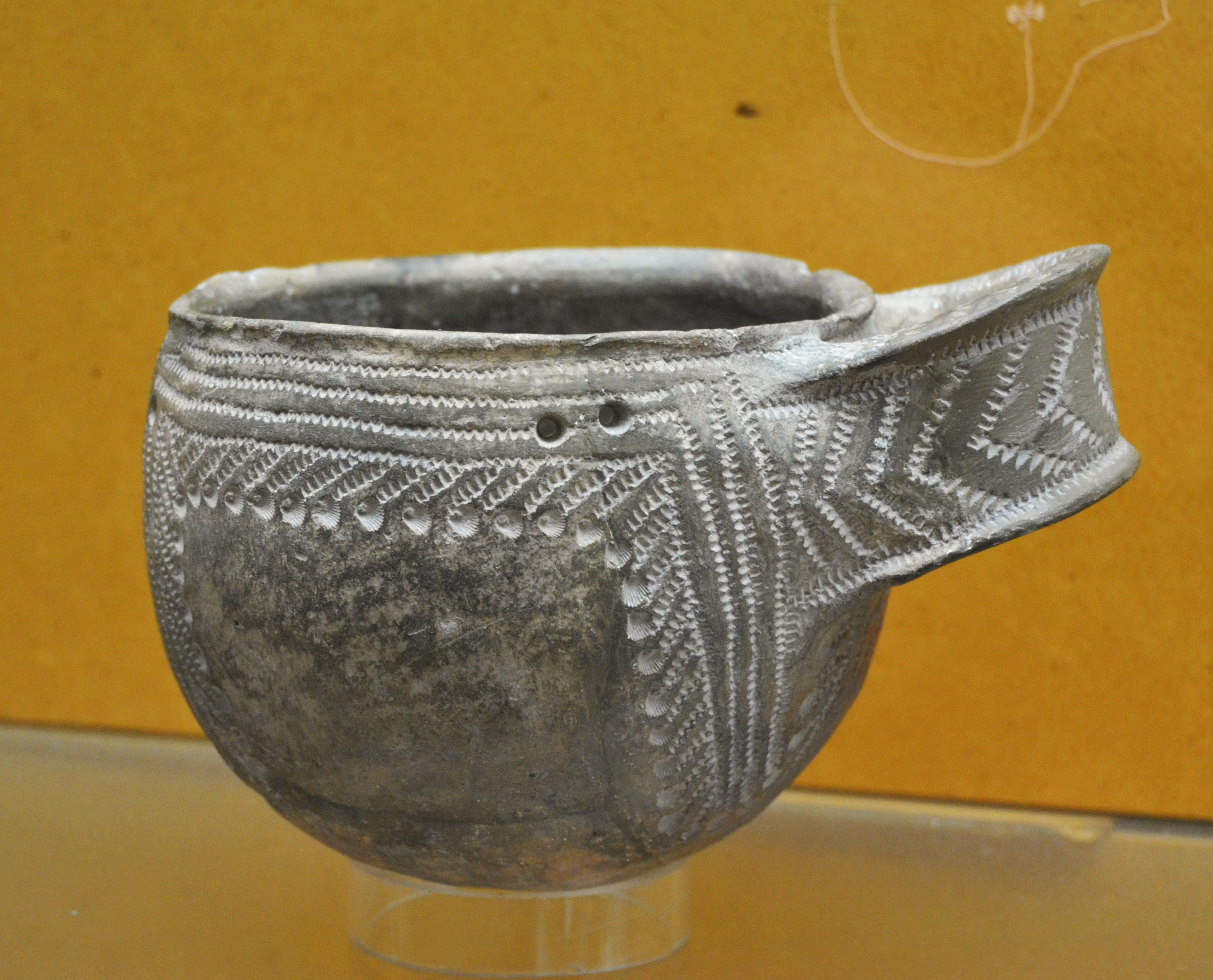
Henkelschale der Impresso-Kultur aus der Höhle

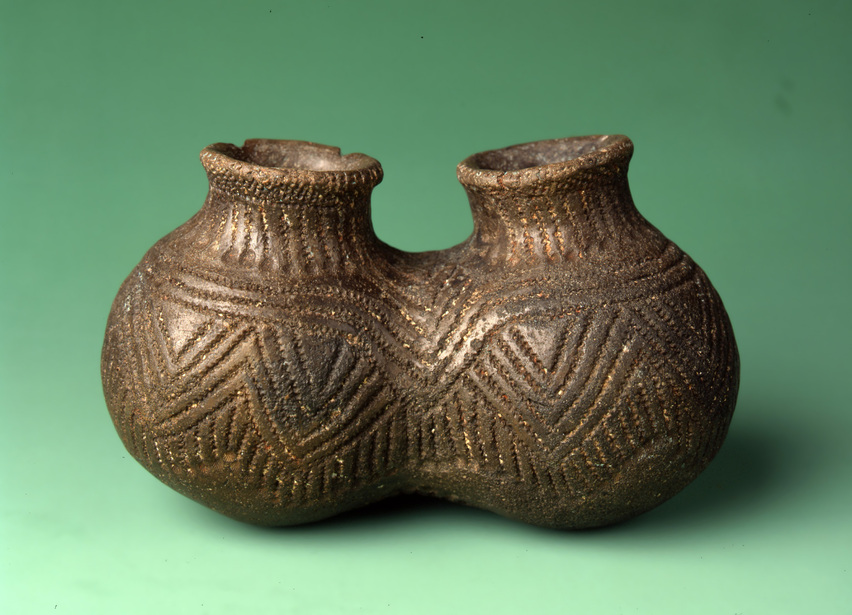
2-Tüllen-Vase der Impresso-Kultur aus der Höhle

Die Höhle Cova de l’Or liegt am Südhang der Serra de Benicadell in der Provinz Alicante in Spanien. Eine Gruppe von Neolithikern der Cardial- oder Impressokultur, die sich im westlichen Mittelmeerraum verbreitet hatte, nutzte sie seit der Mitte des 6. Jahrtausends v. Chr. (5600 v. Chr.). Die ersten archäologischen Berichte über die Höhle stammen von R. Pardo aus dem Jahr 1933. Das Museu d’Alcoy begann im Jahre 1955 mit Ausgrabungen. Die Bedeutung des Ortes liegt vor allem in der hier gefundenen, mit Schalen von Herzmuscheln verzierten flach- und spitzbodigen Keramik, zu der doppelmundige und Henkelgefäße gehören.

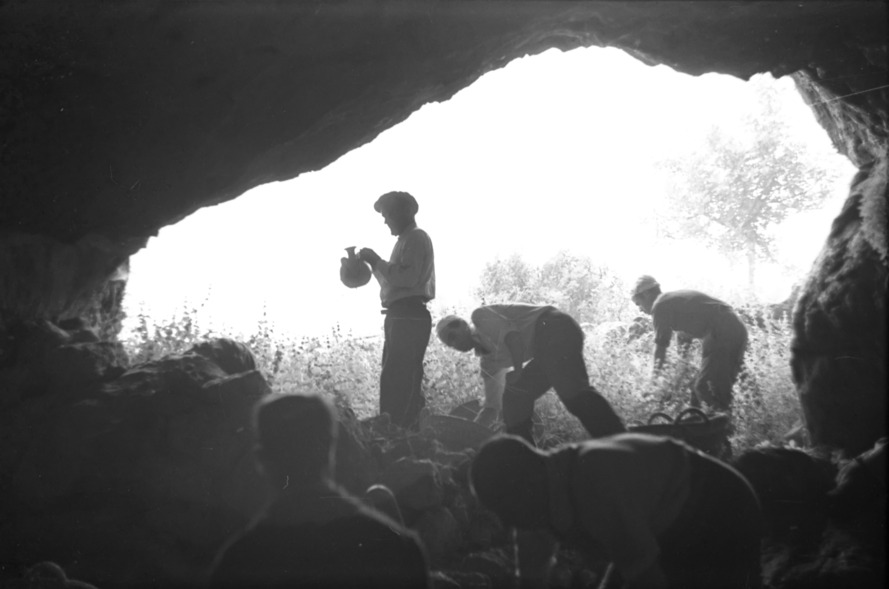
Ausgrabung von 1955

Geröstete Getreidekörner wurden mit der 14C-Methode auf 5550 v. Chr. datiert. Das Ergebnis ist eines der frühen Daten des Horizonts der Landwirtschaft und Viehhaltung auf der Iberischen Halbinsel. Der Höhepunkt des Atlantikums war gerade erreicht, als die neolithischen Gruppen das Tal erreichten. Ihre Aktivitäten reduzierten den Wald. Es gibt Belege für den Anbau von Weizen, Gerste und Hülsenfrüchten (Bohnen, Erbsen und Linsen). In Bezug auf Haustiere ist die Prävalenz von Schafen und/oder Ziegen auffällig. Das Schwein ist gut vertreten, Rind und Hund kommen vor. Neue interdisziplinäre Ausgrabungen unter der Leitung von V. Pascual und B. Marti erfolgten zwischen 1975 und 1985.
Die Vorratshaltung und Sesshaftigkeit der Bauern erforderte (keramische) Gefäße zur Lagerung von Flüssigkeiten und Vorräten. Darunter ist eine Zwei-Tüllen-Vase. Neuere Forschungen in der Cova de l’Or ergaben, dass die Keramikdekoration eine Palette anthropomorpher Bilder aufweist. Dies bestätigt, dass die frühen neolithischen Gemeinschaften die Urheber der Bilder unter den Abris und in den Höhlen (Cova Fosca) waren. Zentrales Thema ist der Adorant, die menschliche Figur mit erhobenen Armen. Bilder und bemalte Gefäße haben somit einen religiösen Zweck.
Die Höhle wurde nicht nur in der Altsteinzeit aufgesucht. Sie wurde, wie die Cova Fosca und die Höhlen der Barranco de los Grajos, während der Jungsteinzeit genutzt und während der Kupferzeit als Grabhöhle verwendet.